# Fritz Wimmer
Fritz Wimmer (* 27. Januar 1879 in Rochlitz (Sachsen); † 12. Februar 1960 in Neuburg am Inn) war ein deutscher Maler des Impressionismus.

## Leben
Fritz Wimmer studierte 1896 an der privaten Kunstschule Ludwig Schmid-Reuttes in München und wechselte im Mai 1887 an die Akademie der Bildenden Künste München in die Klasse von Karl Raupp. Von 1898 bis 1904 studierte er bei Paul Hoecker, Ludwig von Herterich und Franz von Stuck. In Dachau lernte er während eines Sommeraufenthaltes Ludwig Dill und Adolf Hölzel kennen. Letzterem folgte er 1906 an die Kunstakademie Stuttgart, wo er bis 1910 Schüler in Adolf Hölzels Komponierklasse war. Danach kehrte er nach München zurück und ließ sich in Schwabing als freischaffender Künstler nieder. Neben Landschaften im spätimpressionistischen Stil lag der Schwerpunkt seines Schaffens auf Porträts bekannter Persönlichkeiten der Münchener Kunst- und Literatenszene (u. a. Franziska Gräfin von Reventlow) und auf figürlichen Darstellungen.
Er war Mitglied der Münchner Sezession, des Deutschen Künstlerbundes (sein Name wird noch bis zur Zwangsauflösung des DKB 1936 im Mitgliederverzeichnis gelistet) und der holländischen Künstlervereinigung "Pictura". Auf Reisen nach Belgien, Holland und Nordfrankreich sowie nach Italien bildete er sich weiter; die Reiseeindrücke schlugen sich in Gemälden und Aquarallen nieder.
1944 wurde sein Atelier in Schwabing bei einem Luftangriff zerstört, wobei viele seiner Bilder und Skizzen verbrannten. Daraufhin siedelte er nach Neuburg am Inn über.
Die schon seit 1930 bestehende Bekanntschaft mit Alfred Kubin, der in Zwickledt am gegenüberliegenden österreichischen Inn-Ufer lebte, vertiefte sich zu einer engen Freundschaft, die bis zum Tode Kubins 1959 fortdauerte. Seit 1949 war er Mitglied des "Bundes Freischaffender Künstler" in Passau. 1950 hatte er eine Einzelausstellung in Regensburg, vier Jahre später dann in Passau die Teilnahme an der Ausstellung ehemaliger Mitglieder der Münchner Sezession und des DKB. Werke befinden sich u. a. in der Gemäldegalerie Dachau, in der Städtischen Galerie im Lenbachhaus München und im Oberhaus-Museum Passau.